# Desktop Service Store
Хранилище службы рабочего стола  (англ. Desktop Service Store, .DS_Store) — это формат файла, создаваемого операционной системой macOS. Обычно он скрыт от пользователя и предназначен для хранения пользовательских параметров каталога, таких как положение значков или фоновое изображение.

## Назначение и местоположение
Файл .DS_Store создаётся в любой папке (точнее – каталоге), к которому обращается Finder, даже в удалённых файловых системах, подключённых в качестве серверов, совместно использующих файлы (например, через протокол Server Message Block (SMB) или протокол Apple Filing Protocol (AFP)).
Хотя эти файлы в основном используются Finder, они задумывались как более универсальное хранилище метаданных о параметрах отображения папок, таких как расположение значков и параметры просмотра. Например, в Mac OS X 10.4 Tiger и более поздних версиях файлы .DS_Store содержат комментарии Spotlight к файлам папки. Эти комментарии также хранятся в расширенных атрибутах файла, но Finder их не читает.